# Juan Alberto Cuello
Juan Alberto Cuello (Carmen de Areco, Argentina; 21 de enero de 1938 - Idem; 31 de agosto de 1981) fue un cantante de tango, vals y milonga argentino

## Carrera
Hijo de Juan y Sara Álvarez de Cuello. En 1959 fue el triunfador del concurso radial Buscando la voz de Gomba de noviembre seleccionado por el voto de oyentes de todo el país. A los 20 años se inició en la agrupación dirigida por el violinista Mario Azzerboni, pasando luego por varias formaciones: el cuarteto de Juan Bongioni, las orquestas de Héctor D'Esposito (con la que hizo giras por el interior del país junto a la cancionista Raquel Mayo), la de Aquiles Roggero, hasta que el 1 de septiembre de 1964 debutó con la de Alfredo De Angelis, en el Club Ferrocarril Oeste de Trenque Lauquen, oportunidad en la que también hizo su ingreso el cantor Carlos Aguirre.
Dos días después, la orquesta y sus nuevos cantores, se presentaban en Radio El Mundo, en el último ciclo del mítico programa El Glostora Tango Club. Es importante destacar que Cuello y Aguirre entraron en reemplazo de dos de las destacadas voces que tuvo el maestro: Juan Carlos Godoy y Roberto Mancini.
Grabó alguna canción de moda arreglada en tango, como Quiero llenarme de ti de Sandro. Luego de los bailes de carnaval, se desvinculó de la orquesta, siendo sustituido por Julián Rosales, y al poco tiempo inició una gira por el interior del país.
A principios de la década siguiente, volvió a los estudios de grabación e hizo un disco larga duración para el sello Magenta, titulado Tango cantado. Asimismo, fue invitado a participar en el Canal 9 de televisión, en el programa Grandes Valores del Tango. Luego realizó una prolongada gira por Chile, Perú, Colombia y Uruguay.
En 1976, Ernesto Franco, armó una orquesta que llamó Los Reyes del Compás y contrató como cantantes a Alberto Echagüe y a Cuello. Debutaron en El Viejo Almacén y se presentaron en varios locales de la noche porteña, entre ellos: Caño 14 y La Viruta.
Volvió a grabar como solista para la compañía CBS-Columbia, compartiendo un disco con el cantor Héctor Pacheco, titulado La embajada del tango. En 1978, se presentó en Canal 11, en el  programa dirigido por el conductor Hugo Guerrero Marthineitz.
Murió el 1 de septiembre de 1981 con tan solo 43 años víctima de un fulminante Infarto agudo de miocardio.

## Temas interpretados[5]
- A usted señorita de Osvaldo Rizzoy Félix Arena.
- Juntitos vos y yo de Wenceslao Cinosi y Carlos Antonio Russo.
- Porque yo quiero de Salvatore Adamo.
- Siempre te recordaré de Yaco Monti.
- Antes que salga el sol de Héctor Palacios y Primo Antonio.
- Tan sólo cuatro besos de Américo Pinella y Juan Bernardo Tiggi.
- Se alquila un corazón, vals de Isabel De Angelis, Nino Fassa y Leandro Primerano.
- Vals de verano de Salvatore Adamo.
- Sombras... Nada más!.
- El Colorado de Banfield.
- No hay palenque en que rascarse, famosa milonga interpretada junto con Aguirre.